# Amaranthus fimbriatus
Amaranthus fimbriatus es una especie de planta herbácea perteneciente a la familia Amaranthaceae.  

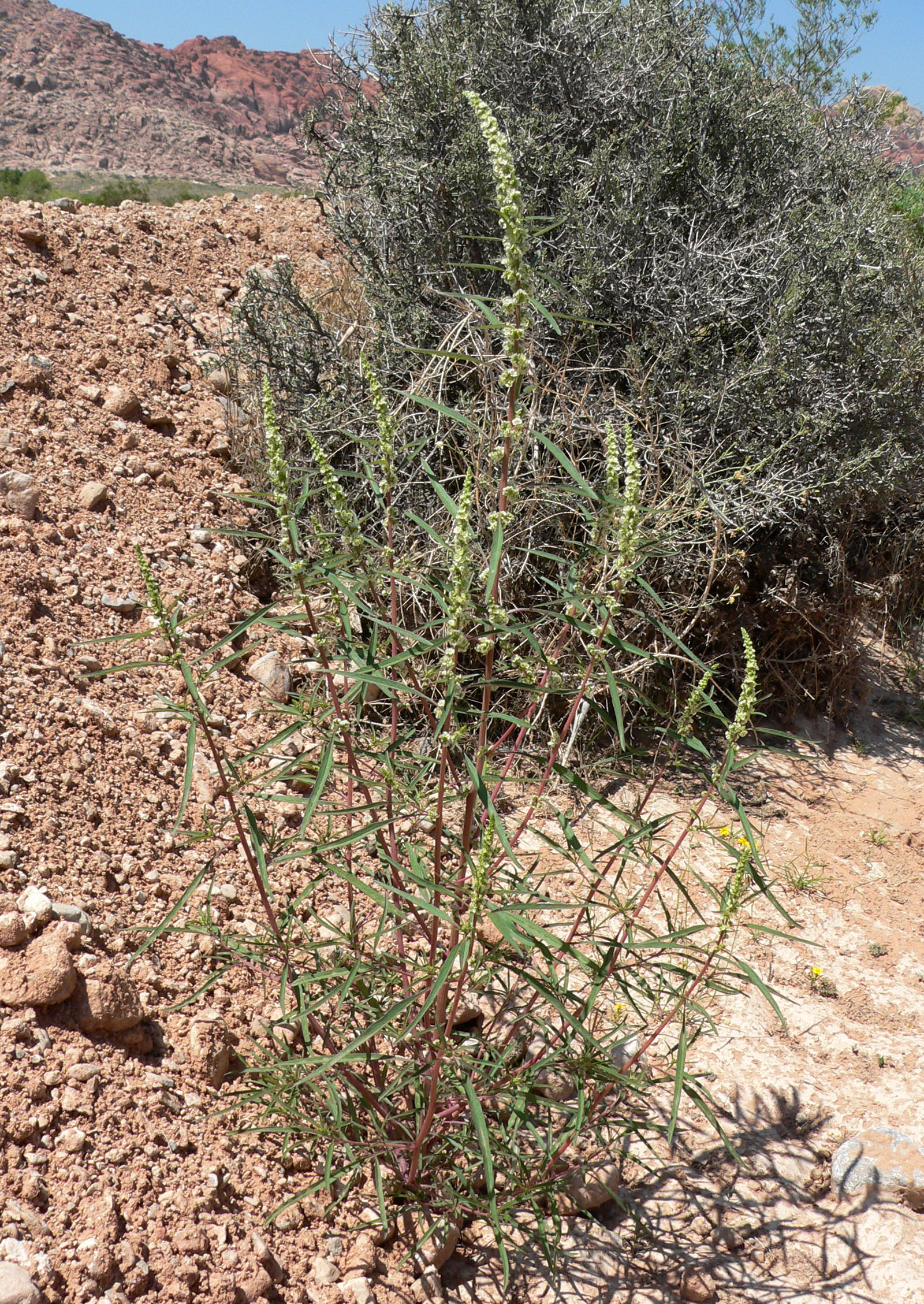
Vista de la planta

## Descripción
La planta con frecuencia puede crecer hasta los  70 cm de altura. La flor es de color verdoso a marrón.

## Distribución y hábitat
Se encuentra en el suroeste de los EE. UU. y en México. A menudo crece en suelos arenosos, pistas de grava o en hábitats perturbados. Por lo general, florece después de las lluvias de verano en las regiones áridas. Es considerada como una maleza invasora.

## Taxonomía
Amaranthus fimbriatus fue descrito por (Torr.) Benth.  y publicado en Geological Survey of California, Botany 2: 42. 1880.
Etimología
Amaranthus: nombre genérico que procede del griego amaranthos, que significa "flor que no se marchita".
fimbriatus: epíteto latino que significa "con flecos".
Variedades
Dos variedades de A. fimbratus se han descrito: 
- Amaranthus fimbratus var. fimbratus
- Amaranthus fimbratus var. denticulatus

Las pequeñas variaciones se encuentran en los pétalos.
Sinonimia
- Amblogyna fimbriata (Torr.) A.Gray
- Sarratia berlandieri var. denticulata Torr.
- Sarratia berlandieri var. fimbriata Torr.[4]